# Walter Carvalho
Walter Carvalho OMC (João Pessoa, 1947) é um fotógrafo e cineasta brasileiro. Herdeiro do Cinema Novo, começou no cinema ajudando o irmão — o também cineasta Vladimir Carvalho — como fotógrafo (e sendo muito influenciado por ele). Aos poucos, foi assumindo outros projetos de fotografia em cinema até se tornar, ele próprio, também diretor de cinema.
Sua apurada fotografia cinematográfica tem a marca inconfundível do cinema brasileiro da segunda metade do século XX, assim como testemunha as transformações sociais, políticas e culturais pelas quais o Brasil tem passado nas últimas décadas. Seu filho, Lula Carvalho, também enveredou na carreira cinematográfica e está se tornando um dos mais importantes diretores de fotografia do cinema brasileiro contemporâneo, junto com o pai.
Walter Carvalho faz parte da comissão da Academia Brasileira de Cinema responsável em selecionar os filmes brasileiros que concorrem ao Oscar.

## Filmografia

### Cinema
- 2018 — O Beijo no Asfalto (cinematografia)
- 2017 — O Filme da Minha Vida (direção de fotografia)
- 2015 — Filme de Cinema (direção) [6] [7]
- 2012 — Raul - O Início, o Fim e o Meio (direção)[8]
- 2012 — Febre do Rato (direção de fotografia)
- 2009 — Budapest (direção)[9]
- 2009 — O Homem que Engarrafava Nuvens (direção de fotografia)
- 2007 — Chega de Saudade (direção de fotografia)
- 2007 — Baixio das Bestas (produção associada e direção de fotografia)
- 2007 — Cleópatra (direção de fotografia)
- 2006 — O Céu de Suely (direção de fotografia)
- 2006 — BerlinBall (direção de fotografia)
- 2006 — A Máquina (direção de fotografia)
- 2006 — O Veneno da Madrugada (direção de fotografia)
- 2005 — Moacir Arte Bruta (direção e roteiro)[10]
- 2005 — Crime Delicado (operação de câmera e direção de fotografia)
- 2004 — Entreatos (direção de fotografia)
- 2004 — Cazuza - O Tempo não Pára (direção)[11]
- 2003 — Lunário Perpétuo (direção)
- 2003 — Glauber o Filme, Labirinto do Brasil (direção de fotografia)
- 2003 — Filme de Amor (direção de fotografia)
- 2003 — Carandiru (operação de câmera e direção de fotografia)
- 2002 — Amarelo Manga (operação de câmera e direção de fotografia)
- 2001 — Um Crime Nobre (direção de fotografia)
- 2001 — Janela da Alma (direção, direção de fotografia e roteiro)
- 2001 — Amores Possíveis (direção de fotografia)
- 2001 — Abril Despedaçado (direção de fotografia)
- 2001 — Madame Satã (direção de fotografia)
- 2001 — Lavoura Arcaica (direção de fotografia)
- 2000 — Passadouro (cinematografia)
- 2000 — Villa-Lobos - Uma Vida de Paixão (cinematografia)
- 1999 — Texas Hotel (cinematografia)
- 1999 — Notícias de uma Guerra Particular (cinematografia)
- 1998 — Somos Todos Filhos da Terra (cinematografia)
- 1998 — Central do Brasil (direção de fotografia)
- 1998 — O Primeiro Dia (cinematografia)
- 1997 — Pequeno Dicionário Amoroso (direção de fotografia)
- 1997 — O Amor Está no Ar (cinematografia)
- 1995 — Cinema de Lágrimas (direção de fotografia)
- 1995 — Terra Estrangeira (direção de fotografia)
- 1995 — Un Siècle d'Écrivains (cinematografia)
- 1995 — Socorro Nobre (cinematografia)
- 1995 — Butterfly (cinematografia)
- 1992 — A Babel da Luz (cinematografia)
- 1991 — Os Trapalhões e a Árvore da Juventude (cinematografia)
- 1991 — Conterrâneos Velhos de Guerra (cinematografia)
- 1991 — A República dos Anjos (cinematografia)
- 1991 — A Grande Arte (direção de fotografia)
- 1990 — Uma Escola Atrapalhada (cinematografia)
- 1990 — O Mistério de Robin Hood (cinematografia)
- 1990 — Círculo de Fogo (cinematografia)
- 1990 — Blues (cinematografia)
- 1990 — Assim na Tela Como no Céu (cinematografia)
- 1990 — A Paisagem Natural (cinematografia)
- 1990 — Césio 137 - O Pesadelo de Goiânia (operação de câmera e cinematografia)
- 1989 — Que Bom Te Ver Viva (direção de fotografia)
- 1988 — Uma Questão de Terra (cinematografia)
- 1988 — O Inspetor (cinematografia)
- 1987 — Terra para Rose (cinematografia)
- 1987 — Rio de Memórias (cinematografia e direção de fotografia)
- 1987 — Os Trapalhões no Auto da Compadecida (cinematografia)
- 1987 — João Cândido, um Almirante Negro (cinematografia)
- 1987 — Dama da Noite (cinematografia)
- 1987 — Alta Rotação (direção de fotografia e operação de câmera)
- 1987 — No Rio Vale Tudo (cinematografia)
- 1986 — Geléia Geral (cinematografia)
- 1986 — A Igreja da Libertação (cinematografia)
- 1986 — A Dança dos Bonecos (operação de câmera)
- 1986 — Com Licença, Eu Vou à Luta (operação de câmera e cinematografia)
- 1985 — O Rei do Rio (operação de câmera)
- 1985 — Krajcberg — O Poeta dos Vestígios (cinematografia)
- 1985 — Pedro Mico (cinematografia)
- 1984 — Pátio dos Suspiros (operação de câmera e direção de fotografia)
- 1984 — Quilombo (operação de câmera)
- 1983 — Sargento Getúlio (cinematografia)
- 1983 — Cinema Paraibano, Vinte Anos (cinematografia)
- 1983 — A Difícil Viagem (cinematografia)
- 1982 — Sete Dias de Agonia (cinematografia)
- 1982 — Lages, A Força do Povo (direção de fotografia)
- 1982 — Em Cima da Terra, Embaixo do Céu (cinematografia)
- 1982 — A Missa do Galo (cinematografia)
- 1981 — O Homem de Areia (cinematografia)
- 1980 — Flamengo Paixão (operação de câmera)
- 1979 — Jorge Amado no Cinema (cinematografia)
- 1979 — Boi de Prata (direção de fotografia e operação de câmera)
- 1977 — Viola Chinesa (cinematografia)
- 1977 — Que País é Este? (cinematografia)
- 1977 — Antônio Conselheiro e a Guerra dos Pelados (cinematografia)
- 1973 — O Homem do Corpo Fechado (criação do título)
- 1971 — O País de São Saruê (assistência de direção)

### Televisão
- 2024 - Renascer (direção)
- 2022 - Travessia (direção)
- 2022 - Pantanal (direção)
- 2019 — Amor de Mãe (direção de fotografia e direção)
- 2018 — Onde Nascem os Fortes (direção de fotografia e direção)
- 2016 — Justiça (direção de fotografia e direção)
- 2014 — O Rebu (direção de fotografia e direção)
- 2014 — Amores Roubados (direção de fotografia)
- 1996 - O Rei do Gado (direção de fotografia)
- 1993 — Agosto (cinematografia)
- 1984 — A Máfia no Brasil (cinematografia)